# Prvenstvo Zagrebačkog nogometnog podsaveza 1925./26.
Prvenstvo Zagrebačkog nogometnog podsaveza 1925./26. bilo je sedmo po redu nogometno natjecanje u organizaciji Zagrebačkog nogometnog podsaveza. Natjecanje je započelo u rujnu 1925. godine, a završilo u lipnju 1926. godine. Prvak je izborio izravni plasman na državno prvenstvo 1926. Građanski je četvrti puta za redom osvojio naslov prvaka. U Prvenstvu Zagreba ostvario je 8 pobjeda u nizu i tek jedan poraz, prvi nakon sezone 1921./22.

## Natjecateljski sustav
U izlučnom dijelu natjecanja odigrana su zasebna prvenstva Župa i prvenstvo Zagreba. Prvaci Župa međusobno su po kup-sustavu igrali za prvaka provincije Zagrebačkog nogometnog podsaveza. U prvenstvu Zagreba momčadi su bile podijeljene u pet jakosnih razreda. Prvak I.A razreda prvenstva Zagreba i prvak Provincije Zagrebačkog nogometnog podsaveza završnom utakmicom odlučivali su o prvaku Zagrebačkog nogometnog podsaveza 1925./26.

## Rezultati

### Prvenstvo Zagreba - I.A razred
| mj | naziv kluba | uta | pob | neo | izg | pop | pri | bod |
| -- | ----------- | --- | --- | --- | --- | --- | --- | --- |
| 1. | Građanski   | 10  | 8   | 1   | 1   | 53  | 16  | 17  |
| 2. | Concordia   | 10  | 7   | 1   | 2   | 27  | 19  | 15  |
| 3. | HAŠK        | 10  | 7   | 0   | 3   | 45  | 21  | 14  |
| 4. | Željezničar | 10  | 2   | 3   | 5   | 19  | 33  | 7   |
| 5. | Croatia     | 10  | 2   | 2   | 6   | 14  | 27  | 6   |
| 6. | Šparta      | 10  | 0   | 1   | 9   | 8   | 49  | 1   |

- Građanski je izborio plasman u završnicu državnog prvenstva
- Prvak I.B razreda je Derby koji je izborio I.A razred za sezonu 1926./27.

### Prvenstvo Provincije
U završnicu prvenstva provincije Zagrebačkog nogometnog podsaveza plasirali su se bjelovarski BGŠK i brodska Marsonia. Završna utakmica odigrana je na Tijelovo 12. lipnja 1926. godine u Zagrebu. Naslov prvaka provincije osvojio je Bjelovarski građanski športski klub (BGŠK).
| Datum            | Mjesto | Momčadi                                   | Rezultat |
| ---------------- | ------ | ----------------------------------------- | -------- |
| 12. lipnja 1926. | Zagreb | BGŠK (Bjelovar) - Marsonia (Brod na Savi) | 7:6      |

- BGŠK je izborio plasman u završnicu Prvenstva Zagrebačkog nogometnog podsaveza.

### Završnica
| Datum            | Mjesto | Momčadi                              | Rezultat |
| ---------------- | ------ | ------------------------------------ | -------- |
| 20. lipnja 1926. | Zagreb | Građanski (Zagreb) - BGŠK (Bjelovar) | 11:0     |

## Prvaci
Građanski iz Zagreba:  Maksimilijan Mihelčič, Vilim Vokaun, Witte, Eugen Dasović, Dragutin Vragović, Polić, Štampfl, Miroslav Arnold, Đuo Petermanec, Rudolf Hitrec, Gustav Remec, Rudolf Rupec, Ivan Ivančić, Očić, Franjo Mantler, Zvonimir Artl, Luka Vidnjević, Stjepan Pasinek, Emil Perška, Franjo Giller, Potocki, Dragutin Babić, Antun Pavleković, Abraham Geza Saraz, Vladimir Kokotović, Šloser Stanković, Gjurgjan, Galović (trener: Imre Poszony)